# Grünbaum Ernő
Grünbaum Ernő (Nagyvárad, 1908. március 29. – Mauthausen, 1945. április 3.) romániai magyar festőművész, Nagyvárad hűséges festőkrónikása.

## Életpályája
Zsidó családból származott. Szülei Grünbaum Jakab fuvarozó és Fon Frida. Többféle mesterséget tanult (tímár, asztalos, végül nyomdász), mielőtt felvették a Sonnefeld-féle nyomdába.  Autodidakta festő volt. első kiállítását 1932-ben rendezték meg. 1932-ben jelen volt a Képzőművészeti Egyesület alapításánál. Részt vett egy csoportos kiállításon is. 1933-ban szerepelt a Nagyváradi ifjúsági kiállításon. 1936-ban ismét egyéni kiállítása volt, majd márciusában, illetve júliusban az Újságírók Klubjában rendezték meg a kiállítását. Ezt követően a Képzőművészeti Egyesület által rendezett kiállításon vett részt.
1944-ben deportálták. 1945-ben megsemmisítő táborban vesztette életet.

## Képgaléria

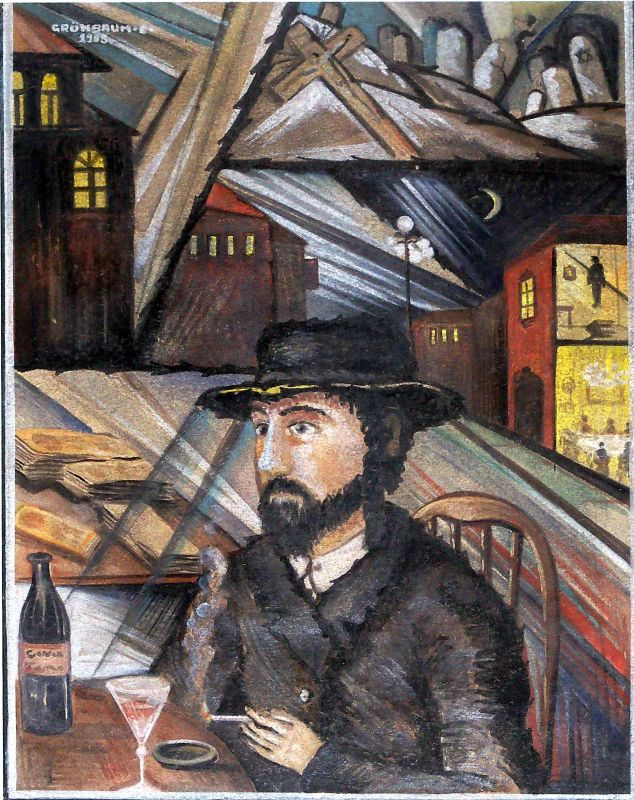
Grünbaum Ernő 1933 és 1936 között festett önarcképe
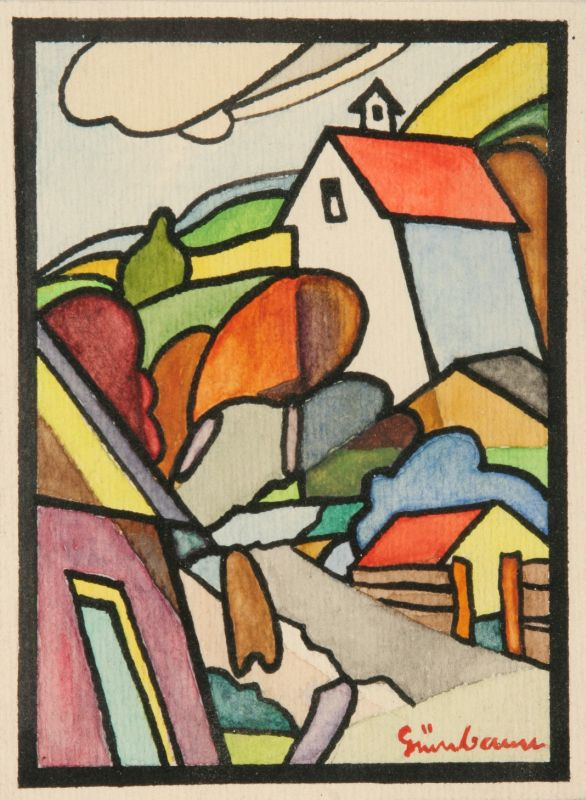
Házak
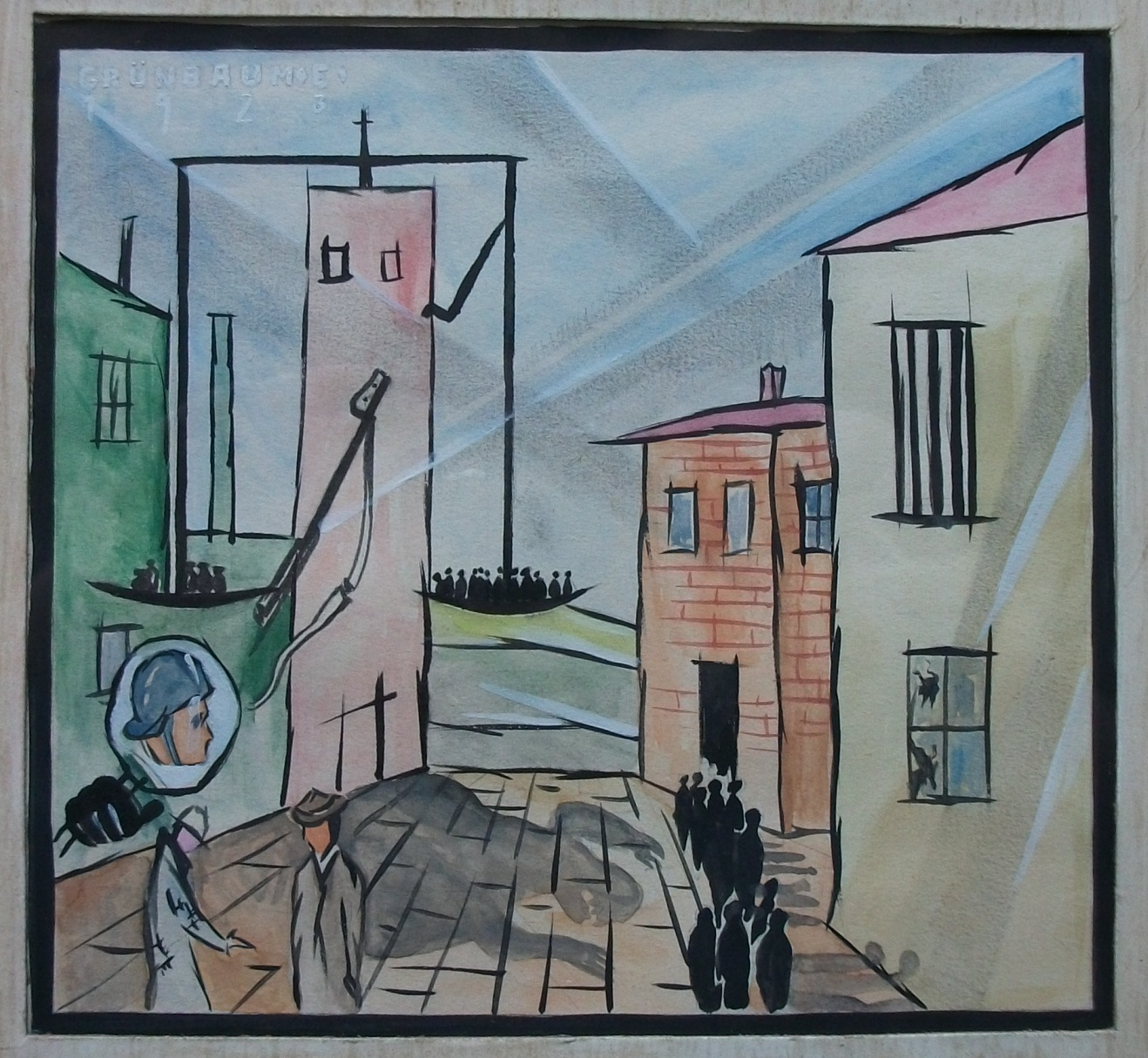
A háború borzalmai
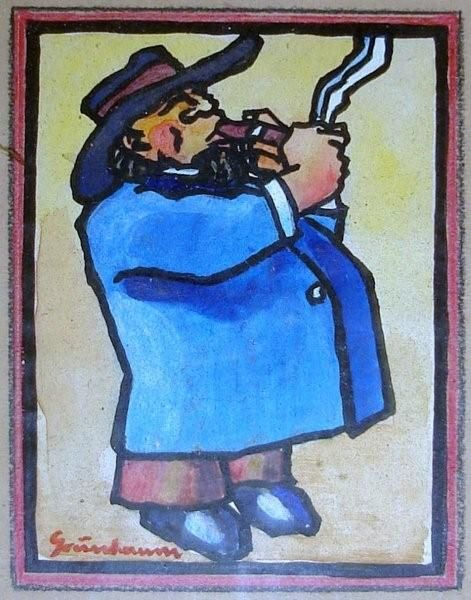
Szivarozó férfi 1.
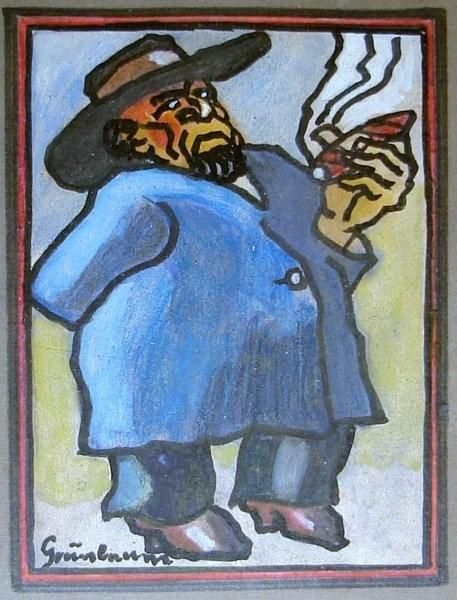
Szivarozó férfi 2.